# Slimnic (okręg Sybin)
Slimnic – wieś w Rumunii, w okręgu Sybin, w gminie Slimnic. W 2011 roku liczyła 2569 mieszkańców.